# Golam Bliznak
Golam Bliznak (bułg. Голям Близнак) – szczyt pasma górskiego Riła, w Bułgarii, o wysokości 2779 m n.p.m. Jest zbudowany z granitu i wznosi się nad cyrkiem lodowcowym jezior Mariczinite. Jego zachodnie stoki stromo opadają ku dolinie rzeki Iskyr. Szczyt jest połączony przełęczą ze szczytem Małyk Bliznak.